# Guldkantad rörbock
Guldkantad rörbock (Donacia aureocincta) är en skalbaggsart som beskrevs av J. Sahlberg 1921. Det finlandssvenska trivalnamnet är gulglänsande rörbock. Arten ingår i släktet rörbockar och familjen bladbaggar.

## Beskrivning
En avlång skalbagge med metalliska färger på kropp, ben och antenner. Själva färgteckningen är variabel: Grundfärgen är vanligtvis rödviolett med guldgula till  rödbruna kanter på mellankroppen och täckvingarna (inklusive de inre kanterna som bildar sömmen mellan täckvingarna). Det förekommer också rödbrun grundfärg och gröna kanter, eller grön grundfärg och guldgula kanter. Kroppslängden är 8,5 till 9,5 mm.

## Utbredning
Arten förekommer i Sverige, Finland och Ryssland. I Sverige finns den från Dalarna till Medelpad, eventuellt även i Värmland, samt i Västerbotten, Norrbotten och Lappland. Arten är mycket sällsynt i Finland, med 16 observationer spridda över landet, från Nyland år 1908 till södra Lappland (Rovaniemi) år 2019.
Enligt Finlands artdatacenter är arten nära hotad ("NT") i Finland där den även är upptagen i naturvårdsförordningen under "Arter som kräver särskilt skydd". Enligt den svenska rödlistan är arten livskraftig ("LC") i Sverige.

## Ekologi
Arten lever vid och i mindre, näringsfattiga sötvattenssamlingar som skogssjöar och småvatten knutna till myrar och gungflyn. Larven lever i vatten på olika halvgräs, troligtvis starrsläktet, åtminstone i Sverige förmodligen flaskstarr. De vuxna skalbaggarna vistas ovan vattenytan på växter i eller nära vatten där de äter pollen. Främsta aktivitetsperioden är maj till juni.